# هانونو

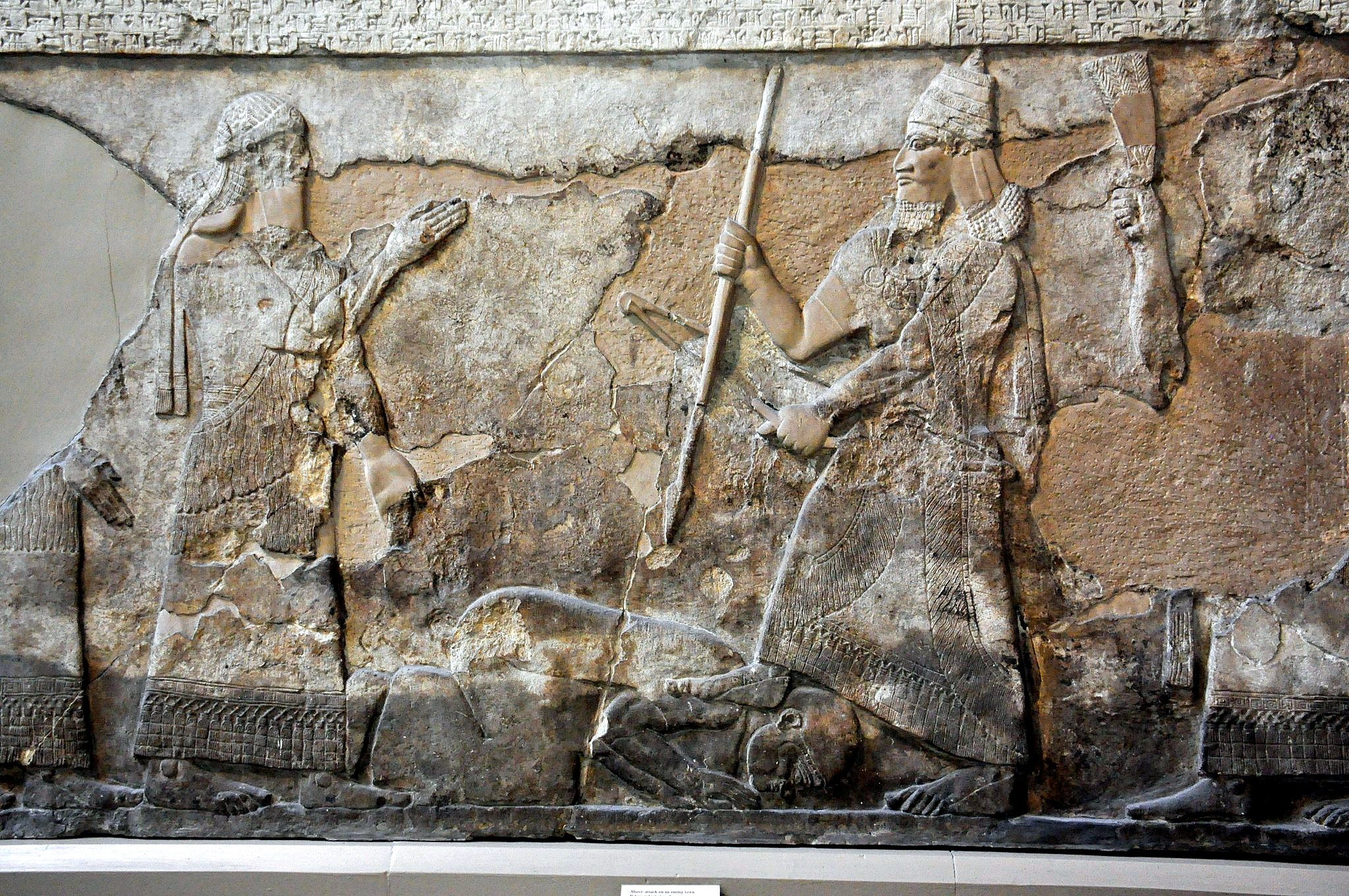
قام تغلث فلاسر الثالث بدهس ملك عدو، يُعرف أحيانًا باسم هانونو، في ارتياح من قصره في كالح. احتلال غزة، من بين دول أخرى، موصوفة في النقوش المحيطة.

هانونو ( فلسطيني: 𐤇𐤍𐤍 * anūn)،  يُسمى أحيانًا هانو، كان ملك غزة الفلسطيني خلال القرن الثامن قبل الميلاد. خلال فترة حكم هانونو، كانت معظم بلاد الشام، بما في ذلك فلسطيا، تحت سيطرة الإمبراطورية الآشورية الحديثة.

## الفتح الآشوري للشام
وفقًا للكتاب المقدس العبري، خلال منتصف القرن الثامن قبل الميلاد، بدأ رصين، ملك آرام دمشق وهي دويلة حاجزة كبيرة تفصل الشرق الأوسط عن الإمبراطورية الآشورية الحديثة، في تشكيل تحالفات قوية مع الدول المجاورة لها، بما في ذلك مملكة إسرائيل (الشمالية). خوفا من التهديد الذي تشكله إسرائيل بدعم عسكري سوري، أشاد ملك يهوذا، آحاز، بالملك الآشوري الجديد تغلث فلاسر الثالث، وناشده بغزو بلاد الشام. في الحرب التي تلت ذلك، تم ضم آرام دمشق، وتم الاستيلاء على العديد من المدن في إسرائيل، مما أدى إلى تحويل المملكة إلى دولة رديئة، وأصبحت يهوذا رافدًا لآشور.

### عودة هانونو إلى غزة
خلال الفتح، حاولت فلسطين الصمود في وجه الغزو الآشوري، ولكن دون نجاح يذكر. في عام 734 قبل الميلاد، عندما سار تيغلاث بلصر الثالث عبر بنتابوليس الفلسطينية، أدرك هانونو أن غزة لن تصمد أمام الجيوش الآشورية، فهرب إلى مصر. مع الاستيلاء على غزة وإقالتها، كان الآشوريون قد احتلوا فيليستيا بالكامل، وعاد هانونو في النهاية إلى غزة، حيث أعاده تيغلاث بلصر الثالث ملكًا. لماذا عاد هانونو غير واضح، سجل تيغلاث بيلسر في سجلات عودته لأنه "غمرته" "الروعة المرعبة" للإله الآشوري آشور، في الواقع، ربما كان من المحتمل أنه توقع المساعدة من المصريين بسبب إلى موقع غزة في شبكة التجارة الخاصة بهم، وعادوا حالما اتضح أن لا مساعدة قادمة.

### تمرد على آشور
تحت الحكم الآشوري، أصبحت غزة محطة تجارية مربحة، وجلبت حدود آشور ضد مصر. واصل خليفة تيغلاث بلسر، شلمنصر الخامس، نشر حدود الإمبراطورية عبر الشرق الأوسط، ودمر إسرائيل في نهاية المطاف في 720 قبل الميلاد. خلال هذا الوقت، تم استبعاد شلمنصر الخامس فجأة من قبل سرجون الثاني، مما أدى إلى فوضى في الإمبراطورية. رأى العديد من التبعيات الآشورية فرصة في عدم الاستقرار السياسي الناتج وتمردوا على الحكم الآشوري. لم تكن فلسطين استثناء، وانضم هانونو إلى ملوك فلسطين الآخرين في التمرد على سرجون. على الرغم من مواجهة تمردات متزامنة في أجزاء أخرى من الإمبراطورية، كان سرجون الثاني قادرًا على سحق كل ثورة ضد آشور بشكل حاسم. بحلول عام 711 قبل الميلاد، تم تدمير جت واحتلال أسدود وهزيمة هانونو وجيوشه في رفح. بعد الاستيلاء على غزة، تم استعباد هانونو وتم إحضاره إلى آشور، ومصيره مجهول.